# Rosnoën
Rosnoën (en bretón, Rosloc'hen) es una comuna francesa situada en el departamento de Finisterre, en la región de Bretaña.

## Demografía
| 932 | 812 | 725 | 692 | 802 | 835 | 974 |
| Para los censos de 1962 a 1999 la población legal corresponde a la población sin duplicidades (Fuente: INSEE [Consultar]) |     |     |     |     |     |     |